# Alejandro (general etolio)
Alejandro (en antiguo griego: Ἀλέξανδρος) de Etolia, aliado con Dorimaco tomó posesión de la ciudad de Egira en Acaya durante la Guerra social en 220 a. C. Pero el comportamiento de Alejandro y sus aliados fue insolente y rapaz, por lo que los habitantes de la ciudad se rebelaron para expulsar a la pequeña guarnición etolia. En la lucha contra los rebeldes Alejandro resultó muerto.